# Die Singdrossel
Die Singdrossel, auch Es war einmal eine Singdrossel (Originaltitel: იყო შაშვი მგალობელი, Iko shashvi mgalobeli bzw. Жил певчий дрозд, Schil pewtschi drosd), im Vorspann übersetzt mit Es war einmal ein loser Vogel, ist ein sowjetischer Spielfilm, der in Georgien unter der Regie von Otar Iosseliani im Jahr 1970 gedreht wurde.

## Handlung
Es sind 36 Stunden aus dem Leben des jungen Musikers Gija, der im Tifliser Orchester die Pauke schlägt. Zu Beginn des Films kommt er, wie immer, erst in dem Moment zur Vorstellung ins Theater, in dem sein Einsatz erforderlich ist und der ihm auch gelingt. Der Grund der Verspätung ist ein Mädchen, welches er bittet, bis zum Ende der Vorstellung in der Garderobe auf ihn zu warten. Nach der Vorstellung verabredet er sich noch schnell mit einer Tänzerin, da er das erste Mädchen bereits vergessen hat. Vor dem Theater wird er von einem befreundeten Arzt im Rettungswagen abgeholt, um mit weiteren Freunden noch ein kleines Fest zu feiern, deshalb lässt er dann beide Verabredungen fahren.
Am nächsten Tag kommt ein Ehepaar aus Waldai zu Besuch, dem Gija verspricht seine Stadt zu zeigen. Erst einmal muss sich seine Mutter um die beiden kümmern, denn er ist wie immer rastlos unterwegs. Von der Probe des Orchesters wird er durch den Dirigenten ausgeschlossen, denn er soll erst ein Gespräch mit dem Direktor des Theaters über seine Unpünktlichkeit führen. Da das Büro des Direktors nicht frei ist, flirtet er mit der Vorzimmerdame. Doch dann bekommt er einen Termin für 15:00 Uhr und geht erst einmal wieder, um seine Freunde in einer Uhrmacherwerkstatt zu besuchen. Auf allen seinen Wegen durch die Stadt nimmt die Gelegenheit wahr, schöne Mädchen, bekannte und unbekannte, in ein Gespräch zu verwickeln. Als er wieder beim Direktor eintrifft, ist dieser wieder nicht anwesend.
Auf seinem weiteren Weg durch Tiflis wird Gija von Freunden zu einer größeren Feierlichkeit eingeladen und erst freigelassen, als er sein Kommen zusagt. Deshalb kann er gerade noch rechtzeitig seinen Einsatz im Orchester erreichen und wird aber dann die Vorstellung gleich wieder verlassen, da für die Pauke in diesem Stück kein Bedarf mehr ist. Jetzt muss er schnell zu einer Geburtstagsfeier einer Tante, um dort etwas Klavier zu spielen, was er das seiner Mutter versprochen hat. Anschließend schafft er wieder nur knapp seinen Einsatz zur Spätvorstellung des Orchesters, dann geht er endlich zu der Feier seiner Freunde in einem Restaurant. Doch auch hier lässt er sich immer wieder ablenken, geht zu fremden Leuten an die Tische, was ihm seine Freunde sehr übel nehmen. Nachdem er noch eine Freundin besucht und mit deren Verwandtschaft sich ein Fußballspiel im Fernsehen anschaut, kommt er endlich nach Hause, um zu schlafen.
Am nächsten Tag will er nach dem Aufstehen zu seinem nächsten Termin. Auf der Straße dreht er sich, wie immer, nach einem schönen Mädchen um, achtet nicht auf den Verkehr und wird deshalb von einem Auto überfahren. Gija wird mit dem Krankenwagen abtransportiert, jedoch der abschließende Blick in das laufende Uhrwerk einer Taschenuhr in der Werkstatt seiner Freunde lässt erahnen, dass er den Unfall nicht überlebt.

## Produktion und Veröffentlichung
Der Schwarzweißfilm hatte am 11. Juli 1972 unter dem Titel unter dem Titel Жил певчий дрозд in Moskau Premiere. Die georgische Fassung wurde bereits 1970 in Tbilissi aufgeführt. Wie alle georgischen Filme wurde Die Singdrossel in georgischer Sprache gedreht und dann für die anderen Sowjetrepubliken Russisch synchronisiert.
In der DDR wurde der Film im Rahmen der IV. Informationsschau neuer sowjetischer Filme Anfang Mai 1972 in Berlin gezeigt. Der Kinostart für Filmkunsttheater fand am 8. Dezember 1973 im Berliner Kino OTL (Oranienburger Tor Lichtspiele) im Rahmen des Programms des Studiokino Camera statt. In den normalen Kinos war der Film ab 10. Oktober 1975 zu sehen. Die Ausstrahlung im 1. Programm des Fernsehens der DDR erfolgte am 14. Juli 1976.
In der Bundesrepublik lief der Film zum ersten Mal im Oktober 1974 im Rahmen der XXII. Mannheimer Filmwoche und am 28. März 1975 im ZDF.

## Kritik
Im Neuen Deutschland schrieb Rolf Richter:

„‚Die Singdrossel‘ beweist, daß Alltagsbeobachtungen und philosophischer Anspruch nicht im Widerspruch zueinander stehen müssen, wenn dank der künstlerischen Konsequenz des Einfalls die Ereignisse des Films zu einer Bewährungsprobe für den Charakter werden und wir uns Gedanken und Gefühle der Figuren mit notwendiger Deutlichkeit erschließen können. Dieser Film aus dem Tbilissier Studio ist einer der schönsten, die ich in letzter Zeit gesehen habe, schlicht, sympathisch und warmherzig.“

Für das Lexikon des internationalen Films ist dieser Film eine melancholische Komödie aus Georgien.